# Plitniaki (przystanek kolejowy)
Plitniaki (ros. Плитняки) – przystanek kolejowy w miejscowości Plitniaki, w rejonie kirowskim, w obwodzie leningradzkim, w Rosji. Położony jest na linii Petersburg - Mga - Wołchow.